# Matéo Maximoff
Matéo Maximoff (ur. 17 stycznia 1917 w Barcelonie, zm. 24 listopada 1999) – francuski pisarz i pastor ewangelicki pochodzenia romskiego.
Maximoff urodził się 17 stycznia 1917 roku w Barcelonie. Jego ojciec był Kełderaszem. Po wybuchu wojny domowej w Hiszpanii wyemigrował do krewnych we Francji. W czasie II wojny światowej po zajęciu Francji przez III Rzeszę wraz z rodziną był aresztowany.  Napisał jedenaście powieści, które zostały przetłumaczone na czternaście języków. W 1961 roku został pastorem ewangelickim. Później przetłumaczył Biblię na język romski. Większość jego książek zostało opublikowanych w języku angielskim pod koniec lat 90. XX wieku. Zmarł 22 listopada 1999 roku we Francji.